# 大浦站
- 關於韓國江原道已廢止的同名車站，請見「大浦站 (江原道)」。
- 關於日本新潟縣已廢止的同名車站，請見「大浦站 (新潟縣)」。
- 關於位于中国湖南省的京广铁路车站，請見「大浦街站」。

大浦站（日语：／ Ōura eki */?）是位於日本愛媛縣松山市大浦、隸屬於四國旅客鐵道（JR四國）的鐵路車站。車站編號為Y47，只停靠普通列車。本站是JR四國接手後才開設的第2個車站，它的前身「大浦信號場」亦是因應予讚線高速化才加設的路軌交換設施，及後昇格為車站。

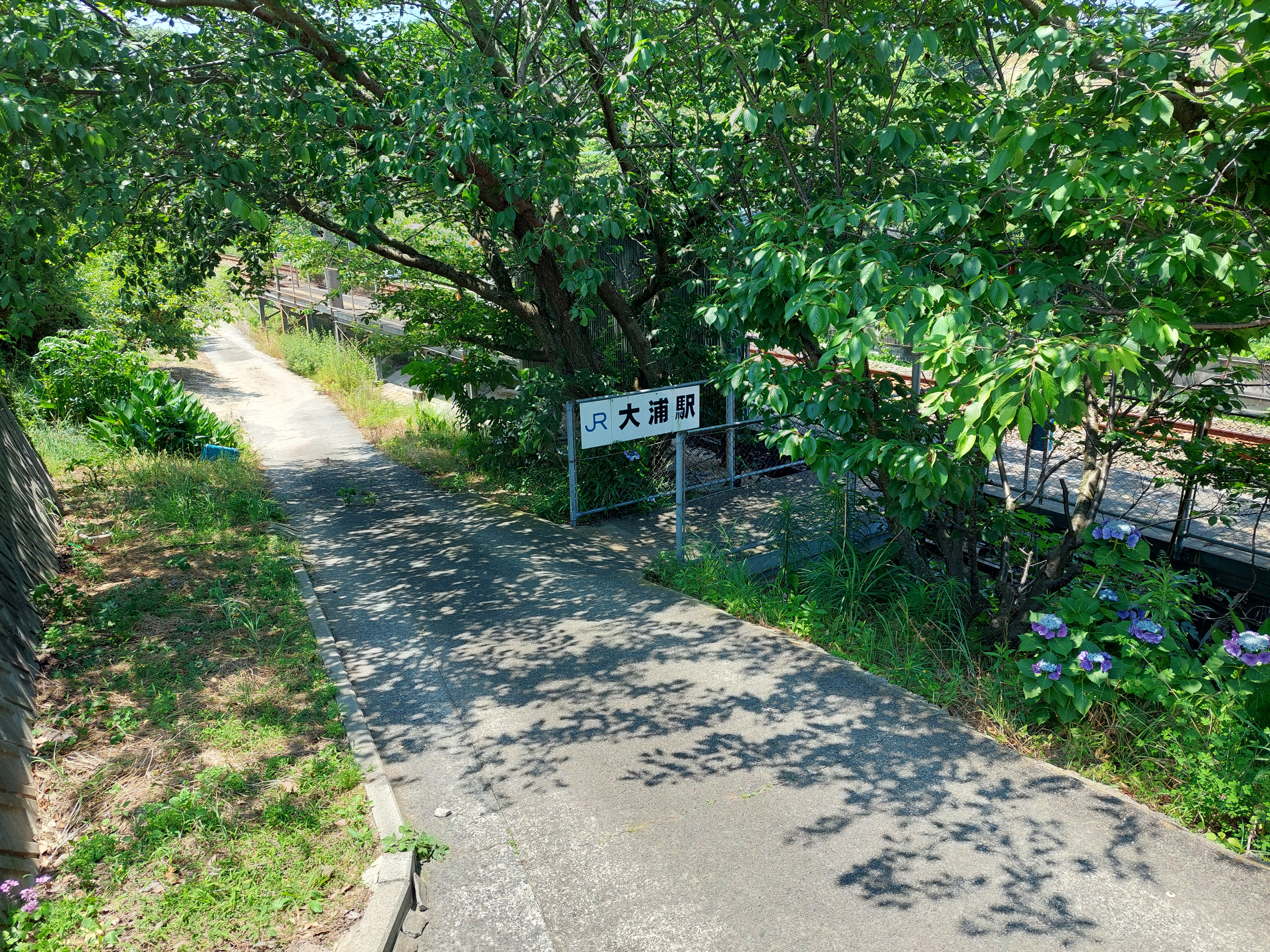
車站入口(2024年6月)

## 車站結構
本站為簡易車站模式，因此不設任何站舍，亦未有裝有自動售票機，乘客需要直接在車上向職員購票。離開車站範圍後不遠則設有洗手間。本站所採用的配置和同線的關川站相同，都是另類的「1面2線」的配置，車站只設有側式月台1個，而非慣常的島式月台設計。設有月台的路軌為避線車道，作用是當普通列車停靠時，可以把主軌道讓給需要通過的特急列車。
月台實際的有效長度為4輛，相比關川站，伸延路軌部份較短，理論上雖然可以容納兩列8輛長度的列車，但本站不會作為特急列車之間的交換停車，設計上亦不能讓2輛普通列車進行交換，因此只限特急／普通列車間的交換。
車站出入口設於月台前端靠近伊予北條站方向，為無障礙通道，但通道寬度較窄，而且車站外為上斜車路，因此往伊予北條站方向的大部份月台均以鐵架建成，只有少部份向淺海站的月台是以石磚所砌成。
而出入口旁設置了小型的有蓋候車亭及座椅。列車停靠時，上行列車為右側開門，下行列車為左側開門。

### 月台配置
| 路線    | 方向 | 目的地                                     | 備註                                   |
| ------- | ---- | ------------------------------------------ | -------------------------------------- |
| ■予讚線 | 上行 | 今治、 伊予西條、 觀音寺、多度津、高松方向 | 不能進行2列特急或2列普通列車間的交換。 |
| ■予讚線 | 下行 | 松山、伊予市方向                           | 不能進行2列特急或2列普通列車間的交換。 |

## 歷史
- 1990年11月21日：「大浦信號場」開業。
- 1991年3月16日：昇格為車站。

## 相鄰車站
四國旅客鐵道（四國）
■予讚線
淺海（Y46）－大浦（Y47）－伊予北條（Y48）

## 外部連結
- JR四國大浦站時間表 （页面存档备份，存于）